# Fraude fiscale
Ne doit pas être confondu avec Fraude sociale ou Optimisation fiscale.
 (janvier 2019).
La fraude fiscale est le détournement illégal d'un système fiscal afin de ne pas contribuer aux contributions publiques.
Par contraste, l'optimisation fiscale ou évitement fiscal est l'utilisation de moyens légaux ou de vides juridiques afin de réduire le montant de l'imposition, souvent en jouant de la concurrence entre les pays en matière d'imposition (dumping fiscal).
L'évasion fiscale comprend à la fois la fraude et l'optimisation fiscale. Dans l'Union européenne, son montant est estimé en 2013 par le Parlement européen à 1 000 milliards d'euros de pertes par an. Au niveau mondial, les Pandora Papers révèlent en 2021 un montant de 11 300 milliards d'euros placés sur des comptes à l'étranger. L'OCDE tente de limiter celle-ci au moyen de son modèle de convention sur l'échange de renseignements en matière fiscale.

Le blanchiment de fraude fiscale consiste à réinvestir les sommes détournées du fisc dans des opérations légales. Il constitue un second délit, faisant suite au premier délit constitué par la fraude.

## Histoire
Le mécanisme de la fraude fiscale n'est pas l'apanage des sociétés dites « développées ». Dès qu'une société organisa un système cohérent et centralisé de prélèvement pour elle-même, les mécanismes d'évitements apparurent. Ainsi, dans le domaine historique, certains mécanismes de fraudes, ou d'évasion dites « fiscales » sont connus par la tradition historique.
Dans le monde grec antique à l'époque d'Alexandre le Grand certaines pratiques d'enrichissement par évitement ou astuces « fiscales » ont été recensées. De même sous le tribunat de Gracques à Rome au IIIe siècle av. J.-C., un phénomène de fausses déclarations foncières qui avaient été établies par les riches propriétaires romains - entre autres les Sénateurs - fut dénoncé. Une fraude fiscale à l'époque très prisée par ces grands propriétaires terriens pour minorer les impôts sur la terre, et les successions. Ce fut un grand mécanisme d'évitement qui joua un rôle dans la crise sociale que subissait l'État romain Républicain, au dire d'Appien.
En 2021, une enquête menée par le Consortium international des journalistes d'investigation (ICIJ) sur une fuite de 11,9 millions de documents appartenant à quatorze fournisseurs de services offshore, les Pandora Papers, révèle un montant d'évasion fiscale de 11 300 milliards d'euros.

## Méthodes de fraudes fiscales

### Royalties-Redevance
La méthode de la redevance ou « royalties » en anglais est particulièrement utilisée par les sociétés multinationales. Elle consiste à transférer les profits d'une entreprise vers une ou plusieurs sociétés écrans basées dans des paradis fiscaux, au travers de paiements déguisés (pour des droits d'auteur, brevets, dette, etc.) dans le but de tromper l'administration fiscale sur les recettes réelles de l'entreprise.

### Fausse résidence fiscale
Cette méthode consiste simplement à louer ou acheter en son nom ou celle de sa société, une boîte postale dans un paradis fiscal comme les Îles Vierges britanniques, Îles Caïmans, Bermudes ou les Émirats arabes unis afin de la déclarer comme résidence principale et en dépendre fiscalement.

### Arbitrage de dividendes
L'arbitrage de dividendes repose sur deux pratiques fisco-financières : le CumCum et le CumEx.
- Le Cumcum, anglicisme pour arbitrage de dividendes. C'est une opération d'optimisation fiscale qui joue sur la différence de fiscalité entre investisseurs nationaux et étrangers. Elle consiste pour un investisseur étranger à vendre ses actions, de manière temporaire, à une banque du pays qui touche les dividendes avant imposition. La banque bénéficie ensuite du remboursement par le fisc de l'impôt sur les dividendes[8] et rétrocéde à l'investisseur, moyennant une commission, les actions et les dividendes associés et touchés par la banque. Le CumCum est une pratique à la frontière de la légalité[9],[10].
- Le CumEx consiste, lui, à déclarer des dividendes sur des sociétés dont les actions sont échangées à haute fréquence entre plusieurs établissements bancaires mondiaux qui vont tous se déclarer propriétaires dans leur pays et bénéficiaires des dividendes associés. Les fraudeurs parviennent à se faire rembourser plusieurs fois  la taxe afférente aux dividendes des actions[9],[11].

Selon Le Monde, depuis les vingt dernières années, 140 milliards d'euros auraient échappé au fisc d'une dizaine de pays européens, dont 33 milliards uniquement pour la France.

### Fraude à la TVA
Le mécanisme de la taxe sur la valeur ajoutée peut être l'objet de différents types de fraude : la fraude à la TVA « simple » et le carrousel TVA ou fraude carrousel. Ces fraudes permettent à des sociétés éphémères, voire à des sociétés-écrans, d'abuser du système communautaire de taxe sur la valeur ajoutée (TVA), fondé sur le principe de destination.
La fraude à la TVA sur les quotas de carbone est un cas particulier de fraude à la TVA, elle a pour cadre la bourse du carbone qui permet l’échange de droits (ou quotas) d’émission de CO2, le principal gaz à effet de serre d'origine anthropique. Elle a duré de novembre 2008 à juin 2009. Face à cette fraude qui a permis de détourner entre 1,6 et 1,8 milliard d'euros en France en 2008 et 2009 et entre 5 et 10 milliards d'euros pour l'ensemble des États membres de l’Union européenne selon Europol, la TVA sur les quotas a été supprimée,.

## Droit

### Droit canadien
Au Canada, une personne qui commet la fraude fiscale peut dans certains cas être accusée de fraude en vertu de l'article 380 du Code criminel. La peine maximale prévue pour cet acte criminel est de 14 ans de prison. Le gouvernement fédéral à lui seul (sans compter les gouvernements provinciaux) serait floué de 26 milliards de dollars par année en raison de l'évasion fiscale.

### Droit français
La fraude fiscale : « C’est une infraction à la Loi commise dans le but
d’échapper à l’imposition ou bien d’en réduire le montant ».
Cette infraction suppose la réunion de 3 éléments :
- Élément légal (le non-respect du droit fiscal)
- Élément matériel (l’Impôt éludé)
- Élément moral (Faute intentionnelle ou non-intentionnelle)

Il s'agit du fait de se soustraire ou tenter de se soustraire, frauduleusement, au paiement total ou partiel de l'impôt. Une définition plus pragmatique est proposée par André Margairaz : « il y a fraude lorsqu'on applique des procédés permettant d'échapper à un impôt alors que le législateur n'avait pas prévu d'échappatoire ».
Le vice-président d'Anticor, et par ailleurs magistrat, Éric Alt rappelle que la fraude coûte à la France 100 milliards d'euros par an.

## Analyses

### Mesure statistique
Les instruments de mesure sont nombreux mais toujours approximatifs, car le mécanisme de la fraude étant caché par principe ne peut qu'être évalué sans une exhaustivité au demeurant impossible. Ces méthodes sont :
L'économie occulte (travail et revenus dissimulés) selon l'estimation dite méthodique doit laisser des traces ou « vestiges » sur les marchés et agrégats économiques (tels monétaires, productifs, de consommations, etc.). L'objectif est d'évaluer la distorsion entre les différents revenus nationaux évalués. Ces traces sont alors approchées par étude statistique du marché (ex du travail), en partant d'échantillons dits probants d'acteurs économiques au sein de la population dont la cohérence entre le revenu et la dépense est analysée. Sont aussi utilisés les agrégats de la comptabilité nationale. En France, le Conseil des impôts (actuellement conseil des prélèvements obligatoires) utilisa dès 1972 cette méthode d'estimation. La statistique des contrôles fiscaux qu'élabore le Ministère de l'Économie est rapproché des revenus nationaux. Dans les autres pays, ce mode d'évaluation a aussi été pratiqué avec régularité par des États membres de l'OCDE tels les États-Unis, la Suède, etc. Cette méthode est plus statistique, moins incantatoire, mais imparfaite tant il est difficile de connaître par extrapolation le montant de la fraude fiscale par l'examen de la différence entre les montants rappelés par le contrôle, de la connaissance d'un état des revenus et richesse en France. Fragilité du calcul qui peut donner selon les paramètres utilisés par les Pays un résultat en indice entre 1 et 5. Néanmoins cette méthode a eu le mérite et l'avantage de mieux baliser en vue du calcul le profil « sociologique » du fraudeur fiscal.
La méthode de l'échantillon représentatif des contribuables est très répandue, car elle intègre l'évaluation par sondage d'une population dite représentative (très à la mode depuis une dizaine d'années), avec les statistiques du contrôle fiscal réalisé chaque année. Concrètement, le sondage s'établit aléatoirement sur 40 000 foyers fiscaux. Cet échantillon est alors réduit par des règles statistiques et mathématiques à 4 165 contribuables dont les revenus sont rapprochés sur une année x, avec les contrôles et rappels d'impôts effectués sur ledit échantillon. Puis on extrapole sur l'ensemble des redevables français les résultats statistiques obtenus sur l'échantillon. Il peut être aussi utilisé dans le calcul des résultats tirés de questionnaires envoyés à une population de personnes (question sur le travail au noir, les connaissances fiscales, le droit etc). Les États-Unis, par ce moyen ont par exemple pu établir en 1979 que sur 65 millions de ménages assujettis, de 6 à 8 % n'avaient fait aucune déclaration. L'avantage de cette démarche a permis d'évaluer la fraude au sens juridique, mais aussi le montant des revenus non déclarés « qui seraient découverts s'il était procédé à la vérification exhaustive de tous les foyers fiscaux imposés ». Néanmoins, l'inconvénient de cette méthodologie est qu'elle demeure tributaire des distorsions des sondages (ex sur la représentativité), ou des questionnaires (réponses biaisées, ou sous/ sur estimées de la part des sondés), ou simplement tributaire de l'efficacité des services de contrôles, intimement liée aux moyens déployés par l'administration à cette fin, ainsi que des hommes politiques et de leur clientèle : patronat, acteurs « défiscalisés » et climat social (tel mode ou type de fraude peut être ainsi sous-estimé ou surévalué au travers du prisme de l'attitude implicite des acteurs socio-économiques d'un pays).

### Amplitude géographique

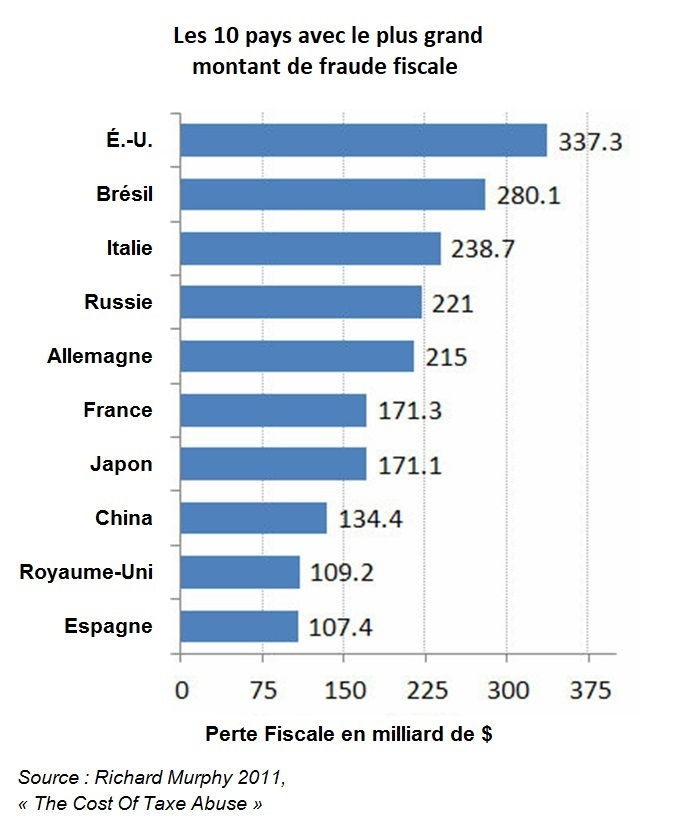
Niveaux absolus de fraude fiscale pour les 10 pays les plus touchés (en valeur absolue) ; selon l'économiste, cofondateur du Tax Justice Network (« Réseau pour la justice fiscale ») Richard Murphy qui évalue, de manière très controversée, à 5 % de l'économie mondiale la somme ainsi détournée au détriment des services publics et des budgets nationaux,

La fraude fiscale concerne tous les pays du monde sans distinction, à des degrés divers. La situation réelle de fait, rend justice à une idée reçue dont l'origine remonte au théoricien Max Weber, qui croyait reconnaitre un civisme fiscal dans les pays dits protestants, et une incivilité fiscale dans les pays dits latins[réf. nécessaire]. Cette distinction ne résiste pas à l'examen des chiffres[Lesquels ?] recueillis[Par qui ?] de par le monde[Quand ?]. En résumé, même si certains pays n'ont pas établi un délit pénal sanctionnant cette fraude, tous les pays par contre en subissent le poids « social », et budgétaire.
Pour ne prendre qu'une illustration frappante la réputation d'honnêteté fiscale des américains paraît bien n'être qu'une légende, selon le rapport du fisc américain repris en 1983 par le conseil des impôts, pour 1976, un rapport de l’Internal Revenu Service a estimé les revenus non déclarés par les personnes physiques entre 100 et 135 milliards de dollars Soit une perte de recettes de 19 à 26 milliards de dollars d'impôt direct représentant 9 à 12 % du PNB des États-Unis, situation qui ne s'est d'ailleurs pas démentie comme le montre l'affaire dite des comptes suisses de 50 000 résidents américains auprès des établissements bancaires suisse en 2009.
Les principaux pays dit développés ont reconnu la fraude fiscale sur leur sol. Pour ne prendre que quelques exemples, la Suède estime cette fraude entre 3,8 % et 5,5 % du PIB national, le Royaume-Uni établit que la simple fraude concernant les insuffisances déclaratives génèrent au moins 3,5 milliards sterling par an d'évasion fiscale. Au Canada, la fraude fiscale a été estimée à hauteur de 10 % de l'imposition sur le revenu, un chiffre similaire évalué par les États-Unis sur leur propre territoire. Selon un rapport de l'OCDE (2010) : « L’évasion et la fraude fiscales mettent en péril les recettes des États du monde entier. Aux États-Unis, le Sénat estime à 100 milliards USD par an le manque à gagner imputable à l’évasion et à la fraude fiscales et dans un grand nombre de pays d’Europe, les recettes perdues se chiffrent en milliards d’euros. Le phénomène se traduit par une contraction des ressources disponibles pour financer les infrastructures et influe sur les conditions de vie de tous, tant dans les économies développées que dans les économies en développement. La mondialisation offre des perspectives d’accroissement de la richesse mondiale, mais multiplie aussi les risques ».
Dans les pays en voie de développement, les chiffres estimés de la fraude fiscale peuvent paraître parfois énormes. En effet, selon une étude dans certains États ce sont « entre 80 et 90 % des recettes fiscales que devraient percevoir les États ne sont jamais récupérés par leurs Trésors Publics ».
Plusieurs facteurs peuvent apporter des éléments pour comprendre l'ampleur du phénomène incluant instabilité économique et /ou militaire du pays, sous-administration chronique (très souvent), parfois absence de réelle légitimité de l'État pour des raisons culturelles ou historiques, désorganisation des professions et métiers, absence ou maquis anarchique des lois et règlements en matière fiscale, et souvent corruption étatique privilégiant la captation des richesses à des fins privatives. L'exemple du Maroc dans les années 1980 est emblématique de la fiscalité africaine (maquis anarchique, corruption étatique, etc.). Le volume de la fraude fiscale a été estimé à hauteur de 50 % des rentrées fiscales de l'État marocain. une campagne de contrôle lancée en 1980 révéla que la sous-estimation fiscale pouvait atteindre plus de 100 % des bases imposables dans les villes à l'exception de villes dont Rabat. La sous-estimation moyenne sur l'ensemble du Maroc a été alors calculée à 125 %. Concrètement la dissimulation dans le domaine des BNC (bénéfices non commerciaux) est apparue si répandue que par exemple les deux tiers des médecins marocains en arrivaient à déclarer un chiffre d'affaires ne correspondant en moyenne qu'à trois consultations par jour.
| Pays        | Fraude fiscale (milliards €) 2015 | Fraude fiscale par rapport au PIB (%) | Fraude fiscale en proportion du budget des soins de santé (%) |
| ----------- | --------------------------------- | ------------------------------------- | ------------------------------------------------------------- |
| Italie      | 190,9                             | 11,55                                 | 172,3                                                         |
| Allemagne   | 125,1                             | 4,1                                   | 44,0                                                          |
| France      | 117,9                             | 5,37                                  | 61,0                                                          |
| Royaume-Uni | 87,5                              | 3,36                                  | 43,1                                                          |
| Espagne     | 60,0                              | 5,55                                  | 85,4                                                          |
| Pologne     | 34,6                              | 8,04                                  | 181,0                                                         |
| Belgique    | 30,4                              | 7,40                                  | 93,5                                                          |
| Pays-Bas    | 22,2                              | 3,24                                  | 38,5                                                          |
| Grèce       | 19,9                              | 11,28                                 | 235,7                                                         |
| Danemark    | 17,5                              | 6,43                                  | 74,2                                                          |
| Suède       | 16,9                              | 3,76                                  | 40,9                                                          |
| Roumanie    | 16,2                              | 10,10                                 | 262,0                                                         |
| Autriche    | 12,9                              | 3,74                                  | 48,7                                                          |
| Portugal    | 11,0                              | 6,11                                  | 103,1                                                         |
| Finlande    | 10,7                              | 5,10                                  | 69,8                                                          |
| Hongrie     | 9,1                               | 8,22                                  | 171,7                                                         |
| Tchéquie    | 8,8                               | 5,22                                  | 87,6                                                          |
| Irlande     | 6,9                               | 2,63                                  | 49,7                                                          |
| Slovaquie   | 5,4                               | 6,84                                  | 125,0                                                         |
| Bulgarie    | 3,8                               | 8,38                                  | 197,6                                                         |
| Croatie     | 3,5                               | 7,86                                  | 139,9                                                         |
| Lituanie    | 3,1                               | 8,28                                  | 187,4                                                         |
| Slovénie    | 2,6                               | 6,70                                  | 109,8                                                         |
| Lettonie    | 1,7                               | 6,99                                  | 214,6                                                         |
| Chypre      | 1,6                               | 9,03                                  | 302,9                                                         |
| Luxembourg  | 1,6                               | 3,07                                  | 60,7                                                          |
| Estonie     | 1,4                               | 6,89                                  | 135,4                                                         |
| Malte       | 0,9                               | 9,47                                  | -                                                             |

### Amplitude sociologique
L'énoncé public de chiffres spéculatifs relatifs à la fraude fiscale ressort généralement plus de l'affirmation d'une conviction que de l'énoncé de faits objectifs, et ne vise pas tant à informer l'opinion qu'à susciter une émotion publique récupérable à des fins politiques (ex : faire approuver telle loi, réforme ou mesure, obtenir un soutien public pour capitaliser une audience sur un fait, une posture de travail, de revendication, etc.). En France, ce phénomène traduit la politisation des chiffres financiers des comptes nationaux. Ainsi en 1976, le Directeur Général des Impôts pouvait dire que « en 1983 la fraude fiscale sera un phénomène marginal et sera résorbé en tant que phénomène social ». Or cette même année, le Ministre du budget évaluait la fraude fiscale au montant alarmant de 100 milliards de francs. La prédiction pouvait donc avoir pour objet soit de justifier l'inertie de la répression, soit de préparer l'opinion aux sévérités des vérifications à venir.

## Résultats
En France, le montant de la fraude fiscale est estimé en 2021 entre 80 et 100 milliards d'euros par an. En Europe, le montant de l'évasion fiscale est estimé en 2013 par le Parlement européen à 1 000 milliards d'euros par an. Dans le monde, l'Observatoire européen sur la fiscalité estime que les seules multinationales ont transféré 1 000 milliards d'euros dans les paradis fiscaux sur l'année 2022.

### Résultats du contrôle fiscal en France
Montants en nombre et en milliards d'euros (gigaeuros : G€) des droits nets et pénalités rappelés chaque année en France.
| Type de contrôle                       | année 2009 | année 2010 | année 2011 | année 2021 |
| -------------------------------------- | ---------- | ---------- | ---------- | ---------- |
| Contrôle sur place                     | 9,935 G€   | 10,400 G€  | 10,815 G€  | 7,8 G€     |
| Contrôle sur pièces                    | 5,215 G€   | 5,602 G€   | 5,594 G€   | 5,6G€      |
| Poursuites pénales pour fraude fiscale | 939        | 981        | 966        | 4 152      |

Précision : le contrôle sur place est effectué en entreprise, le contrôle sur pièces est établi du bureau de la DGFiP sans vérification sur place.
La Cour des comptes estime, dans un rapport rendu en 2019, que l’État français se montre négligent envers les fraudeurs fiscaux. Entre 2013 et 2018, les sommes recouvrées grâce au contrôle fiscal ont chuté de 22 %, passant de 10 à 7,8 milliards d’euros.